# 中山理莉
中山 理莉（なかやま りり、1986年6月5日 - ）は、日本の元AV女優。アースプロモーション所属。

## 略歴・人物
2014年にAVデビュー。Jカップの巨乳AV女優。

## 出演作品

### アダルトDVD
2014年
- 超極似 渡辺○友はH-CUP（9月10日、DOC）
- 120%リアルガチ軟派伝説 vol.17 in八王子（10月10日、プレステージ）※「くみ」名義
- 慌てていてブラを着け忘れたノーブラニット女の胸に見とれていると… 3（10月10日、DOC）
- 初撮り 100cm 純白メガメロン（10月13日、E-BODY）※「今井美空」名義
- 巨乳女教師の誘惑（11月19日、OPPAI）
- マジックナンパ! vol.17 美人妻限定!! ナンパ生中出し in上野 4時間SP（11月21日、MAGIC）
- 人妻さん初めてのAV出演（11月25日、マドンナ）
- ド淫乱人妻キャビンアテンダントのSEX中毒中出しフライト（12月1日、Fitch）※「理莉」名義
- 巨乳人妻と四六時中ヤリ放題（12月13日、溜池ゴロー）
- 義兄に犯されて あなた、ごめんなさい…夫以外のチンポに犯され女としての本当の悦びを感じる禁断肉体関係生中出し（12月13日、セレブの友）

2015年
- セレブ人妻温泉旅行 悪徳オイルマッサージ 5（1月1日、変態紳士倶楽部）
- ノーブラ姿の奥様を野外中出しナンパ（1月3日、ドッグイア）
- エロいい女二人とキャンピングカーで一泊旅行（1月15日、グローリークエスト）
- 女のカラダは腰使いで決まる! 4時間 13（1月19日、BAZOOKA）
- 二子玉川 巨尻セレブ人妻 骨盤矯正オイルカイロプラクティック 2（2月1日、）
- 人妻ナンパ自宅中出し vol.2 街行くセレブ人妻をナンパしてAV自宅撮影! 旦那のいない家でヤる背徳感まみれの中出し性交!! 欲求不満人妻6人捕獲（2月3日、プレステージ）
- 訪問介護先の男をエロ奉仕で誘惑し不貞行為を繰り返すど助平な人妻たち300分（2月6日、ドッグイア）
- 知らぬは夫ばかり也、清楚な奥さんが不倫接吻セックスに酔いしれる 背徳の情事3本立て（2月19日、ヒビノ）
- 田舎妻は欲求不満♥ 中出し青姦ナンパ!!（3月6日、ドッグイア）
- オマ●コ露出ビデオ（3月7日、山と空）
- 絶対にハメたい年上美人をぶっ壊せ! 気づかぬうちに強制媚薬漬けにされた清楚なオンナは自ら大股開いてチ●ポを懇願! たっぷり焦らした上で生挿入すると我慢もせず即イキ!（3月27日、SCOOP）
- 近所に美乳でエッチな女の子が接客してくれる夢のような銭湯があった! 2（3月27日、SCOOP）
- お母さんソープ嬢 中出し泡姫（4月19日、ABC）
- 「そこの巨乳お姉さん!童貞君の射精のお手伝いをしてくれませんか?」 自慢のおっぱいでパイズリ挟射! 優し過ぎて童貞喪失筆おろしセックス!までしてくれました。 Vol.3（4月25日、ディープス）※「りな」名義
- 最高級 緊縛ソープランド 95cm 美巨乳縄責め パイズリぬるべちょマ●コ快感挿入本番セックス!（4月25日、セレブの友）
- 生き別れ近親相姦 父親に会いたい一心で火照る96センチHカップの卑猥なカラダ（5月13日、セレブの友）
- ブチュキス痴女（6月19日、ドグマ）
- 両親が留守の間に頼んだ家政婦さん達は全員Tバック! 家事する丸見えお尻に我慢できず、その場で尻に擦りつけ夢のような経験しちゃいました。（7月23日、SWITCH）
- レズクンニリングス 5（8月7日、OFFICE K’S）
- 高速ピストンハードボイルドフェラ（8月7日、OFFICE K’S）
- JK自画撮り お漏らしディルドオナニー（8月7日、OFFICE K’S）
- 親族相姦 きれいな叔母さん（8月13日、ヴィーナス）
- オイルエステで自ら騎乗位挿入し中出しをせがむ全身性感帯の巨乳妻（8月15日、LOTUS）
- Hカップ98cm 嬲られた乳と尻 人妻夢妄想（8月17日、ソルトペッパー）
- 物干し竿に拘束された巨乳妻（8月20日、グローリークエスト）
- 直飲み専門 体液カフェ 3（8月21日、OFFICE K’S）
- ボインな同級生ママもツンデレな女子校生の姉ちゃんも美人の担任もおっぱい家庭教師だって僕のショタチン催眠術でいつでもどこでも排卵交尾♥（8月28日、UMANAMI）
- 定年退職してヒマになったドスケベ義父の嫁いぢり（9月19日、ヴィーナス）
- NEW STYLE LESBIAN 可愛過ぎるニューハーフ、引退作で童貞喪失!!（10月1日、U&K）

## テレビ出演
- 魚拓と成瀬のツキとスッポンぽん #27,#28（2015年3月8日,15日、パチ・スロ サイトセブンTV）